# Знаменка (Харьковская область)
Знаменка, в 18 веке Иваны и Изнаменское (укр. Знам'янка) — село,
Знаменский сельский совет,
Нововодолажский район,
Харьковская область, Украина.
Код КОАТУУ — 6324280501. Население по переписи 2001 года составляет 479 (218/261 м/ж) человек.
Является административным центром Знаменского сельского совета, в который, кроме того, входят сёла
Бродок,
Круглянка,
Мануйлово и
Федоровка.

## Географическое положение
Село Знаменка находится на реке Иваны,
выше по течению на расстоянии в 4 км расположено село Просяное,
ниже по течению на расстоянии в 3 км в месте впадения реки Иваны в реку Мжа расположено село Круглянка.
Река сильно заболочена, на ней сделано несколько запруд.
К селу примыкает несколько лесных массивов (дуб).
Недалеко от села проходят автомобильные дороги Р-51 и Т-1901).

## История
- 1748 год - дата первого упоминания села[1]
- С 1765 года — в составе Валковского комиссарства Харьковской провинции Слободской губернии.
- Население в 1779 году 556 мужчин — войсковых обывателей[2] (ж. не учитывались, так как не платили налогов).
- С 1780 входит в Валковский уезд Харьковского наместничества, затем губернии.
- 1917 — переименован в село Знаменка.

## Экономика
- Мелкие фермерские хозяйства занимающиеся земледелием.
- Предприятие ООО «Норма», обработка земельных паев граждан .
- Предприятие СООО «Лан», обработка земельных паев граждан
- Товарное выращивание рыбы в пруду .

## Объекты социальной сферы
- Школа (здание помещиков Дуниных — Барковских 1875 год). С 2013 года в данном помещении размещается дошкольное учебное заведение «Добрячок».
- Фельдшерско-акушерский пункт с. Знаменка
- Фельдшерско-акушерский пункт с. Федоровка
- Дом культуры с. Знаменка
- Сельский клуб с. Федоровка
- Музей истории села Знаменка.
- Музей истории образования в селе Знаменка.
- Административное здание Знаменского сельского совета.
- Библиотека с. Знаменка
- Библиотека с. Федоровка
- Учебно — воспитательній комплекс с. Федоровка
- Гостиница с. Федоровка
- Магазин «Аленушка» с. Федоровка
- Магазин «Ялынка» с. Федоровка
- Магазин «Незабудка» с. Знаменка

## Достопримечательности
- Братская могила жертв фашизма. Похоронено 29 человек.
- Братская могила советских воинов. Похоронено 32 воина.
- Братская могила советских воинов. Похоронено 116 человек.
- Памятный знак воинам-односельчанам 1941—1945 гг.
- Памятник командиру партизанского отряда С. О. Лыба, 1941—1945 гг.
- Памятный знак жертвам голодомора 1932-1933 гг.
- Заповедник «ИВАНЬЯ» 128 га. с. Знаменка
- Парк 40 — летия Победы с. Знаменка

## Религия
- Храм в честь иконы Божией Матери «Знамение».
- Молитвенный дом Христиан Адвентистов Седьмого Дня